# 日本海技協会
財団法人日本海技協会（にほんかいぎきょうかい）は、国土交通省所管の財団法人。2007年に日本海洋振興会とともに海技振興センターへ統合された。

## 概要
- 所在：東京都千代田区麹町4-5 海事センタービル
- 設立：1974年5月22日
- 解散：2007年4月1日
- 会長：久々宮久